# Emiratet Darayeh
Emiratet Darayeh var den første Saudi-stat. Emiratet blev etableret i 1744, da imam Muhammad ibn Abd al-Wahhab og emir Muhammed bin Saud oprettede en pagt og dannede en islamitisk og politisk alliance for at få overherredømme over den Den arabiske halvø for således at udrense alt kættersk og afvigelse fra ortodoks islam således, som de forstod det.
Staten havde sit ophav i alliancen mellem Huset Saud og wahhabitt-bevægelsen, en fundamentalistisk og særlig streng trosretning inden for islam, og var væsentlig for saudienes vej til magten på den arabiske halvø. Saudi-stammen sværgede troskab til wahhabismen, og til gengæld støttede imam Muhammad saudiernes kamp mod andre stammer. I staten blev bøn til helgener, pilgrimsrejser til særskilte gravpladser og moskeer, samt andre ritualer strengt forbudt.  Muhammad ibn `Abd al-Wahhab var en puritaner som ville tage islam tilbage til en bogstavelig og ensrettet tolkning af Koranen, og er anset som den første moderne ekstremist. I 1744 indgik Wahhab og Saud en pagt for at opnå sin målsætning.
Ægteskabet mellem Muhammed bin Sauds søn, Abdul-Aziz bin Muhammad, og datteren af imamen forseglede pagten mellem de to familier og den er fortsat gældende den dag i dag. 
Efter den osmannisk-wahhabittiske krig, en krig udkæmpet fra 1811 til 1818 mellem osmannisk Egypten, under Ali Pasha, og den saudiske hær, blev resultatet, at den første Saudi-stat blev ødelagt. Lederen af wahhabi-staten, emir Abdullah bin Saud, blev sendt til den osmanniske hovedstad Istanbul til henrettelse.